# Boscarla de les Marqueses septentrionals
La boscarla de les Marqueses septentrionals (Acrocephalus percernis) és una espècie d'ocell de la família dels acrocefàlids (Acrocephalidae) que habita boscos i matolls de les illes Marqueses septentrionals.